# Fastest Finger First
Fastest Finger First (ナナマル サンバツ?, Nana maru san batsu, lett. "Sette giuste, tre sbagliate"), anche noto come 7O3X, è un manga scritto e disegnato da Iqura Sugimoto, serializzato sul Young Ace di Kadokawa Shoten dal 4 novembre 2010. Un adattamento anime, prodotto da TMS Entertainment, è stato trasmesso in Giappone tra il 4 luglio e il 19 settembre 2017.

## Personaggi
Shiki Koshiyama (越山 識?, Koshiyama Shiki)
Doppiato da: Shun Horie
Mari Fukami (深見 真理?, Fukami Mari)
Doppiata da: Umika Kawashima
Gakuto Sasajima (笹島 学人?, Sasajima Gakuto)
Doppiato da: Takuya Satō
Chisato Mikuriya (御来屋 千智?, Mikuriya Chisato)
Doppiato da: Kaito Ishikawa

## Media

### Manga
Il manga, scritto e disegnato da Iqura Sugimoto, ha iniziato la serializzazione sulla rivista Young Ace di Kadokawa Shoten il 4 novembre 2010. Il primo volume tankōbon è stato pubblicato il 27 aprile 2011 e al 4 ottobre 2019 ne sono stati messi in vendita in tutto diciotto.

#### Volumi
| Nº | Data di prima pubblicazione | Data di prima pubblicazione | Data di prima pubblicazione |
| Nº | Giapponese                  | Giapponese                  |                             |
| -- | --------------------------- | --------------------------- | --------------------------- |
| 1  | 27 aprile 2011              | ISBN 978-4-04-715689-0      |                             |
| 2  | 2 agosto 2011               | ISBN 978-4-04-715749-1      |                             |
| 3  | 1º marzo 2012               | ISBN 978-4-04-120125-1      |                             |
| 4  | 31 agosto 2012              | ISBN 978-4-04-120329-3      |                             |
| 5  | 2 aprile 2013               | ISBN 978-4-04-120626-3      |                             |
| 6  | 31 agosto 2013              | ISBN 978-4-04-120826-7      |                             |
| 7  | 28 dicembre 2013            | ISBN 978-4-04-120941-7      |                             |
| 8  | 4 luglio 2014               | ISBN 978-4-04-101530-8      |                             |
| 9  | 29 dicembre 2014            | ISBN 978-4-04-101531-5      |                             |
| 10 | 4 luglio 2015               | ISBN 978-4-04-102869-8      |                             |
| 11 | 4 dicembre 2015             | ISBN 978-4-04-102870-4      |                             |
| 12 | 4 agosto 2016               | ISBN 978-4-04-104281-6      |                             |
| 13 | 31 dicembre 2016            | ISBN 978-4-04-105038-5      |                             |
| 14 | 4 luglio 2017               | ISBN 978-4-04-105790-2      |                             |
| 15 | 2 marzo 2018                | ISBN 978-4-04-105791-9      |                             |
| 16 | 4 ottobre 2018              | ISBN 978-4-04-107155-7      |                             |
| 17 | 4 marzo 2019                | ISBN 978-4-04-107158-8      |                             |
| 18 | 4 ottobre 2019              | ISBN 978-4-04-108588-2      |                             |

### Anime
Un adattamento anime di dodici episodi, prodotto da TMS Entertainment e diretto da Masaki Ōzora, è andato in onda su NTV dal 4 luglio al 19 settembre 2017 nel contenitore AnichU. La composizione della serie è stata affidata a Yūko Kakihara, mentre la colonna sonora è stata composta da Hajime Hyakkoku. Le sigle di apertura e chiusura sono rispettivamente On My MiND dei Mrs. Green Apple e ◯◯◯◯◯ del gruppo di idol Babyraids Japan. In tutto il mondo, ad eccezione dell'Asia, gli episodi sono stati trasmessi in streaming in simulcast, anche coi sottotitoli in lingua italiana, da Crunchyroll.

#### Episodi
| Nº | Titolo italiano Giapponese 「Kanji」 - Rōmaji                                                                      | In onda           | In onda |
| Nº | Titolo italiano Giapponese 「Kanji」 - Rōmaji                                                                      | Giapponese        |         |
| 1  | Non vuoi diventare il re dei quiz? 「キミもクイズ王にならないか？」 - Kimi mo kuizu-ō ni naranai ka?               | 4 luglio 2017     |         |
| 2  | Una questione di 0,01 secondi? 「0.01秒の世界！？」 - 0,01-byō no sekai!?                                          | 11 luglio 2017    |         |
| 3  | Se vuoi il diritto di rispondere / 「解答権が欲しければ/」 - Kaitō-ken ga hoshikereba /                            | 18 luglio 2017    |         |
| 4  | Compare una misteriosa bella ragazza, 「謎の美少女登場ですが、」 - Nazo no bishōjo tōjō desu ga,                   | 25 luglio 2017    |         |
| 5  | Buzou VS Miyaura! Ding! 「文蔵vs宮浦！ピコーン♪」 - Buzō vs Miyaura! Pikōn                                         | 1º agosto 2017    |         |
| 6  | A. Maid B. Tenente colonnello C. Piccolo diavolo 「A.メイド B.チュウサ C.コアクマ」 - A. Meido B. Chūsa C. Koakuma | 8 agosto 2017     |         |
| 7  | …le loro domande passate 「……ふたりの過去問」 - …futari no kako toi                                                | 15 agosto 2017    |         |
| 8  | \Benvenuti/ La gara regolare della Asagaoka! 「＼ごきげんよう／麻ヶ丘例会！」 - \Gokigen'yō/ Asagaoka reikai!      | 22 agosto 2017    |         |
| 9  | Retta via × perdizione 「王道×邪道」 - Ōdō × jadō                                                                  | 29 agosto 2017    |         |
| 10 | L'impareggiabile super campione 「とびきりの超エース様☆」 - Tobikiri no chō ēsu-sama                               | 5 settembre 2017  |         |
| 11 | D: Perché rispondi? 「Q.なぜ答えるのか？」 - Q. Naze kotaeru no ka?                                                | 12 settembre 2017 |         |
| 12 | R: Perché la domanda è lì! 「A.そこにクイズがあるから！」 - A. Soko ni kuizu ga aru kara!                          | 19 settembre 2017 |         |